# Gens Annia
La gens Annia fue una familia plebeya de antigüedad considerable en Roma.  La primera persona de este nombre que menciona Tito Livio es el pretor latino Lucius Annius de Setia, una colonia romana de 340 a. C.. Por el tiempo de la segunda guerra púnica, los Annii obtuvieron magistraturas menores en Roma, y en 153 a. C., Titus Annius Luscus logró el consulado. La gens fue prominente en Roma a lo largo del siglo I. El emperador Marco Aurelio descendía de una familia de este nombre.

## Origen
A pesar de que los Annii más antiguos provenían de la ciudad Volsca de Setia,  parecen haber sido latinos, ya que los nombres utilizados por varios miembros de esta familia son compatibles con un origen latino. No se sabe si los Annii romanos eran descendientes de este Lucius Annius. Al menos un temprano Annius era de Campania, pero por este tiempo, la familia estaba ya establecida en Roma.